# Biocarburanti avanzati
I biocarburanti avanzati, noti anche come biocarburanti di seconda generazione, sono carburanti che possono essere prodotti da vari tipi di biomasse non alimentari. Biomassa, in questo contesto, significa materiali vegetali e scarti animali utilizzati come fonte di combustibile.
I biocarburanti di prima generazione sono costituiti da materie prime di amidi di zucchero (ad esempio, canna da zucchero e mais) e materie prime di olio commestibile (ad esempio, olio di colza e di soia), che vengono convertite rispettivamente in bioetanolo e biodiesel.
I biocarburanti di seconda generazione sono prodotti da varie materie prime e pertanto possono richiedere tecnologie diverse per estrarne energia utile. Le materie prime di seconda generazione includono biomasse lignocellulosiche o colture legnose, residui o scarti agricoli, oppure colture non alimentari energetiche coltivate su terreni marginali inadatti alla produzione alimentare.
Il termine biocarburanti di seconda generazione è usato genericamente per descrivere sia la tecnologia "avanzata" utilizzata per trasformare le materie prime in biocarburanti, sia l'uso di colture non alimentari, biomasse e rifiuti come materie prime nelle tecnologie "standard" di lavorazione dei biocarburanti, se opportuno. Ciò causa una notevole confusione. Pertanto è importante distinguere tra materie prime di seconda generazione e tecnologie di trasformazione dei biocarburanti di seconda generazione.
Lo sviluppo dei biocarburanti di seconda generazione ha avuto uno stimolo a partire dal dilemma «cibo contro carburante» per quanto riguarda la decisione di utilizzare terreni agricoli o colture per la produzione di biocarburanti a scapito dell'approvvigionamento alimentare. Il dibattito sui prezzi dei biocarburanti e dei generi alimentari coinvolge un ampio ventaglio di opinioni ed è un dibattito controverso di lunga durata.

## Introduzione
Le tecnologie per i biocarburanti di seconda generazione sono state sviluppate per consentire l'uso di materie prime per biocarburanti di origine non alimentare a causa delle preoccupazioni per la sicurezza alimentare causate dall'uso di colture alimentari per la produzione di biocarburanti di prima generazione.
La distrazione della biomassa alimentare commestibile verso la produzione di biocarburanti potrebbe teoricamente comportare una competizione con il cibo e l'uso del suolo per le colture alimentari.
Il bioetanolo di prima generazione viene prodotto dalla fermentazione degli zuccheri di origine vegetale in etanolo, utilizzando un processo simile a quello utilizzato nella produzione di birra e vino (vedi la voce Fermentazione alcolica). Ciò richiede l'uso di colture alimentari e foraggere, come canna da zucchero, mais, frumento e barbabietola da zucchero.
La preoccupazione è che se queste colture alimentari vengono utilizzate per la produzione di biocarburanti, i prezzi del cibo potrebbero aumentare e verificarsi carenze di cibo in alcuni paesi.
Inoltre, mais, frumento e barbabietole possono richiedere elevati utilizzi di fertilizzanti, che limitano le riduzioni di gas serra richieste.
Anche il biodiesel prodotto mediante transesterificazione da olio di colza, olio di palma o altri oli vegetali è considerato un biocarburante di prima generazione.
L'obiettivo dei processi per la produzione di biocarburanti di seconda generazione è quello di estendere la quantità di biocarburante che può essere prodotta in modo sostenibile utilizzando la biomassa costituita dalle parti non alimentari residue delle colture, come fusti, foglie e gusci che vengono lasciati una volta ottenuto il raccolto per uso alimentare, così come altre colture che non vengono utilizzate per scopi alimentari, come panìco verga, graminacee, jatropha, mais a pianta intera, miscanto e cereali con chicchi piccoli, e anche rifiuti industriali come cippato, bucce, residui della spremitura dei frutti, ecc.
Il problema che i processi per la produzione di biocarburanti di seconda generazione devono affrontare è quello di estrarre materie prime utili da questa biomassa legnosa o fibrosa, che è composta prevalentemente da pareti cellulari vegetali.
In tutte le piante vascolari gli zuccheri utili della parete cellulare sono legati all'interno dei carboidrati complessi (polimeri delle molecole di zucchero) emicellulosa e cellulosa, ma resi inaccessibili per l'uso diretto dal polimero fenolico lignina.
L'etanolo da lignocellulosa viene prodotto estraendo molecole di zucchero dai carboidrati mediante enzimi, riscaldamento a vapore o altri pretrattamenti. Questi zuccheri possono quindi essere fermentati per produrre etanolo allo stesso modo della produzione di bioetanolo di prima generazione. Il sottoprodotto di questo processo è la lignina.
La lignina può essere bruciata come combustibile a emissioni zero per produrre calore ed energia per l'impianto di lavorazione e possibilmente per le case e le imprese circostanti.
I processi termochimici possono produrre prodotti oleosi liquidi (liquefazione idrotermale) da un'ampia gamma di materie prime che hanno il potenziale per sostituire o aumentare i combustibili.
Tuttavia, questi prodotti liquidi non soddisfano gli standard diesel o biodiesel. L'aggiornamento dei prodotti di liquefazione attraverso uno o più processi fisici o chimici può migliorare le proprietà per l'uso come combustibile.

## Tecnologie

### Processi termochimici
I materiali a base di carbonio possono essere riscaldati ad alte temperature in assenza di ossigeno (pirolisi) o in presenza di ossigeno, aria e/o vapore (gassificazione).
Questi processi termochimici producono una miscela di gas comprendente idrogeno, monossido di carbonio, anidride carbonica, metano, altri idrocarburi e acqua. La pirolisi produce anche il char solido. Il gas può essere fermentato o sintetizzato chimicamente in una gamma di carburanti, tra cui etanolo, gasolio sintetico, benzina sintetica o carburanti per aviazione.
Esistono anche processi a temperature inferiori, nell'area 150-374 °C, che producono zuccheri decomponendo la biomassa in acqua, con o senza additivi.

#### Gassificazione
Le tecnologie di gassificazione sono ben consolidate per le materie prime convenzionali, come carbone e petrolio greggio. Le tecnologie di gassificazione di seconda generazione includono la gassificazione di residui forestali e agricoli, legno di scarto, colture energetiche e liquore nero.
Il risultato è normalmente gas di sintesi (syngas) da cui, per ulteriore sintesi, p.e. prodotti del processo Fischer-Tropsch, tra cui biogasolio, biometanolo, BioDME (etere dimetilico), benzina tramite conversione catalitica di etere dimetilico o biometano (gas naturale sintetico).
Il gas di sintesi può essere utilizzato anche per la produzione di calore e per la generazione di energia meccanica ed elettrica tramite motori a gas o turbine a gas.

#### Pirolisi
La pirolisi è una tecnica consolidata per la decomposizione di materiale organico a temperature elevate in assenza di ossigeno. Nelle produzioni di biocarburanti di seconda generazione, i residui forestali e agricoli, gli scarti di legno e le colture energetiche possono essere utilizzati come materie prime per produrre (p.e. biopetrolio) per utilizzi come olio combustibile.
Il bio-olio richiede in genere un significativo trattamento aggiuntivo per renderlo adatto come materia prima di raffineria per sostituire il petrolio greggio.

#### Torrefazione
La torrefazione della biomassa è una forma di pirolisi a temperature comprese tra 200 e 320 °C. Le materie prime e la produzione sono le stesse della pirolisi.

#### Liquefazione idrotermica
La liquefazione idrotermica è un processo simile alla pirolisi che può elaborare materiali umidi. Il processo è tipicamente a temperature sino a 400 °C ad elevate pressioni atmosferiche. La capacità di gestire un'ampia gamma di materiali rende la liquefazione idrotermale praticabile per la produzione di materie prime per la produzione di combustibili e sostanze chimiche.

### Processi biochimici

#### Biochimica
I processi chimici e biologici, utilizzati in altre applicazioni, vengono adattati per i biocarburanti di seconda generazione. I processi biochimici impiegano tipicamente un pretrattamento per accelerare il processo di idrolisi, che separa la lignina, l'emicellulosa e la cellulosa. Una volta separati questi ingredienti, le frazioni di cellulosa possono essere fermentate in alcoli.
Le materie prime utilizzate sono colture energetiche, residui agricoli e forestali, industria alimentare e rifiuti organici urbani e altre biomasse che contengono zuccheri. I prodotti includono alcoli (come etanolo e butanolo) e altri idrocarburi usati per il trasporto.

## Tipi di biocarburanti
I biocarburanti sono sintetizzati utilizzando metodi che sono identici nei processi che coinvolgono materie prime convenzionali, biocarburanti di prima e seconda generazione; la caratteristica distintiva è la tecnologia coinvolta nella produzione del prodotto intermedio, piuttosto che il prodotto finale.
Un processo che produce combustibili liquidi dal gas (normalmente syngas) è chiamato processo GTL (gas to liquids: da gas a liquidi). Quando la biomassa è la fonte della produzione di gas, il processo viene anche definito da biomassa a liquidi (BTL).

### Da syngas utilizzando la catalisi
- Il biometanolo può essere utilizzato nei motori a metanolo o miscelato con benzina sino al 10-20% senza modifiche strutturali.[10]
- Il bioDME può essere prodotto dal biometanolo utilizzando la disidratazione catalitica oppure può essere prodotto direttamente dal syngas utilizzando la sintesi diretta dell'etere dimetile (DME), che può essere utilizzato nel motore ad accensione spontanea.
- La benzina bioderivata può essere prodotta dal DME tramite una reazione di condensazione catalitica ad alta pressione. La benzina bioderivata è chimicamente indistinguibile dalla benzina derivata dal petrolio e quindi possono essere miscelate.[11]
- Il bioidrogeno può essere utilizzato nelle celle a combustibile per produrre elettricità.
- Alcoli miscelati (cioè una miscela composta principalmente da etanolo, propanolo e butanolo, con un po' di pentanolo, esanolo, eptanolo e ottanolo). Gli alcoli miscelati sono prodotti da syngas con diverse categorie di catalizzatori. Alcuni produttori hanno impiegato catalizzatori simili a quelli usati per il metanolo.[12] I catalizzatori di solfuro di molibdeno sono stati scoperti dai ricercatori della Dow Chemical[13] e hanno ricevuto molta attenzione.[14] Questi catalizzatori fanno parte del programma sulle biomasse del Dipartimento dell'energia degli Stati Uniti d'America.[15] È stato anche dimostrato che i catalizzatori di metalli nobili producono alcoli miscelati.[16] La maggior parte della Ricerca e sviluppo in questo ambito è concentrata principalmente nella produzione di etanolo, tuttavia, alcuni carburanti sono commercializzati come alcoli miscelati (Ecalene™[17], Envirolene®[18]). Gli alcoli miscelati sono superiori al metanolo puro o all'etanolo in quanto hanno un contenuto energetico più elevato; durante la miscelazione, gli alcoli superiori aumentano la compatibilità di benzina ed etanolo, il che aumenta la tolleranza all'acqua e diminuisce le emissioni per evaporazione. Inoltre, gli alcoli superiori hanno anche un calore di evaporazione inferiore rispetto all'etanolo, il che è importante per gli avviamenti a freddo.
- Il biometano (gas naturale sintetico) ottenuto con la reazione di Sabatier.

### Da syngas con il processo Fischer–Tropsch
Il processo Fischer-Tropsch è un processo da gas a liquidi (GTL). Quando la biomassa è la fonte della produzione di gas, il processo viene anche definito da biomassa a liquidi (BTL).
Il biodiesel da processo Fischer-Tropsch può essere miscelato con diesel di origine fossile in qualsiasi percentuale senza necessità di modifiche alle infrastrutture; è inoltre possibile produrre cherosene sintetico.

### Biocatalisi
- Il bioidrogeno potrebbe essere realizzato con alcuni organismi che in determinate condizioni producono direttamente idrogeno. Il bioidrogeno può essere utilizzato nelle celle a combustibile per produrre elettricità.
- Butanolo e isobutanolo, attraverso percorsi ricombinanti in ospiti come Escherichia coli e lievito, possono essere prodotti significativi della fermentazione, utilizzando il glucosio come fonte di carbonio e di energia.[21]
- 2,5-dimetilfurano (DMF). I recenti progressi nella produzione di DMF da fruttosio e glucosio, utilizzando il processo catalitico da biomassa a liquido, ne hanno aumentato l'attrattiva.

### Altri processi
- Il gasolio HTU (Hydro Thermal Upgrading) è prodotto dalla liquefazione idrotermica della biomassa umida. Può essere miscelato con gasolio di origine fossile in qualsiasi percentuale senza bisogno di infrastrutture.[22][23]
- Il gasolio da cippato è un nuovo biocarburante sviluppato dai ricercatori dell'Università della Georgia. L'olio viene estratto e quindi aggiunto ai motori diesel non modificati. Il sottoprodotto della lavorazione è un carbone vegetale che viene rimesso nel terreno come fertilizzante.

## Materie prime di seconda generazione
Per essere qualificata come «materia prima di seconda generazione», una fonte non deve essere adatta al consumo umano. Le materie prime per biocarburanti di seconda generazione includono colture energetiche non commestibili coltivate appositamente, oli non commestibili da coltivazioni, rifiuti agricoli e urbani, oli usati e alghe.
Tuttavia, le coltivazioni di cereali e zucchero sono utilizzate anche come materie prime per le tecnologie di trasformazione di seconda generazione.
Quando si valuta la sostenibilità dello sviluppo delle biomasse come fonti di energia, bisogna considerare l'uso del suolo, le industrie per la trasformazione delle biomasse e le relative tecnologie.

### Colture energetiche
Le piante sono fatte di lignina, emicellulosa e cellulosa; la tecnologia di seconda generazione utilizza uno, due o tutti questi componenti. Le comuni colture energetiche lignocellulosiche includono paglia di frumento, canna comune, miscanto, pioppo ceduo a rotazione breve e salice. Tuttavia, ognuna di esse offre diverse opportunità e nessuna coltura può essere considerata "migliore" o "peggiore".

### Rifiuti solidi urbani
I rifiuti solidi urbani comprendono una gamma molto ampia di materiali e la produzione totale di rifiuti è in continuo aumento. Nell'Unione europea le normative sul riciclaggio riducono la percentuale di rifiuti destinati allo smaltimento.
Tuttavia, permangono significative opportunità di convertire questi rifiuti in combustibile mediante gassificazione o pirolisi.

### Scarti vegetali
Gli scarti vegetali come i residui forestali e gli scarti per le manutenzioni dei parchi e dei giardini possono essere utilizzati per produrre biocarburanti attraverso vari percorsi. Gli esempi includono il biogas catturato da rifiuti verdi biodegradabili e la gassificazione o l'idrolisi in syngas per l'ulteriore trasformazione in biocarburanti tramite processi catalitici.

### Liquore nero
Il liquore nero è il liquido di cottura ottenuto dal processo Kraft per la produzione della polpa di cellulosa, che contiene lignina concentrata ed emicellulosa, può essere gassificato con un'efficienza di conversione molto elevata e un potenziale di riduzione dei gas serra per produrre syngas per un'ulteriore sintesi (p.e. biometanolo o BioDME).
La resa di tallolio grezzo dal processo è compresa da 30 a 50 kg/ton di polpa.